# Застенный
Застенный (бел. Засценны) — упразднённый посёлок в Заболотском сельсовете Буда-Кошелёвского района Гомельской области Белоруссии.
На западе и юге граничит с лесом. Рядом месторождение суглинков.
В связи с радиационным загрязнением после Чернобыльской катастрофы жители (10 семей) переселены в 1990 году в чистые места.

## География

### Расположение
В 10 км на северо-восток от районного центра и железнодорожной станции Буда-Кошелёвская (на линии Жлобин — Гомель).

## Транспортная сеть
Транспортные связи по просёлочной дороге, затем по шоссе Довск — Гомель. Планировка состоит из короткой меридиональной улицы с деревянными домами усадебного типа.

## История
Основан в начале XX века переселенцами с соседних деревень. Наиболее активная застройка приходится на 1920-е годы. В 1929 году жители посёлка вступили в колхоз. В 1959 году входил в состав колхоза «Искра» (центр — деревня Заболотье).

## Население

### Численность
- 2010 год — жителей нет.

### Динамика
- 1926 год — 17 дворов, 37 жителей.
- 1959 год — 80 жителей (согласно переписи).
- 2004 год — жители (10 семей) переселены.